# Franco Pannuti
Franco Pannuti (Bologna, 1º maggio 1932 – Bologna, 5 ottobre 2018) è stato un oncologo italiano.

## Biografia
Laureato in Medicina e Chirurgia presso l'Università degli Studi di Bologna nel 1957, con specializzazioni in medicina interna, medicina del lavoro, cardiologia e oncologia, ha conseguito la libera docenza in patologia speciale medica presso la stessa università nel 1968. È stato docente di chemioterapia antiblastica presso la scuola di specializzazione in oncologia dell'Università di Bologna e docente di oncologia generale presso la scuola di specializzazione in geriatria e radioterapia dell'Università di Bologna. È stato Primario della divisione di oncologia del Policlinico Sant'Orsola-Malpighi dal febbraio 1972 al luglio 1997 ed è membro dell'Accademia delle Scienze di New York.

## Associazione nazionale tumori
Nel 1978 per sua iniziativa nasce l'Associazione nazionale tumori (ANT), trasformata in Fondazione ANT Italia Onlus nel 2002, e negli anni 80 promuove il "Progetto Eubiosia": l'assistenza medico-specialistica domiciliare gratuita ai sofferenti di tumore e alle loro famiglie.
Direttore scientifico di ANT dal 1978 e presidente dal 2001; dal 2002 al 2011 è fondatore e membro del consiglio direttivo dell'Associazione Amici ANT e contemporaneamente presidente della Fondazione. 

## Attività politica
È stato assessore alle politiche sociali, volontariato e scuola del comune di Bologna per 5 anni a partire dal giugno 1999, membro del comitato del Ministero della Salute sull'ospedalizzazione domiciliare nel 2002 e del Consiglio Superiore di Sanità, come esperto nel settore oncologia nel 2003.

## Onorificenze
- Lions: Melvin Jones Fellowship (1990)
- Rotary: Paul Harris Fellow (1995)
- Premio Bristol-Myers Squibb Company (1998)
- Medaglia d'oro della regione Puglia conferita dal Presidente (2001)
- Medaglia d'oro al Merito della Sanità Pubblica del Ministero della Salute conferita con Decreto del Presidente della Repubblica Carlo Azeglio Ciampi  (2003)
- Archiginnasio d'oro conferito dalla Città di Bologna  (2006)
- Medaglia del Presidente della Repubblica al Progetto "Eubiosia" - Premio di rappresentanza (2009)
- Premio Nazionale "Bonifacio VIII" Città di Anagni – 2009, conferito dall'Accademia Bonifaciana (2009)
- Premio “Maestro di Oncologia” conferito in occasione del XIII Congresso Nazionale Goim di Bari (2011)
- Sigillo della Città di Bari conferito dal Sindaco di Bari (2011)
- Premio Provincia di Bologna (2012)
- Medaglia al Merito della Repubblica Italiana (2017)
- Premio Addarii Award (2017)